# Georg Heinrich Mettenius
Georg Heinrich Mettenius (Frankfurt am Main, 24 de novembro de 1823 — 18 de agosto de 1866) foi um botânico alemão. Genro do botânico Alexander Braun (1805–1877).
Em 1845 recebeu o seu doutoramento da Universidade de Heidelberg. A seguir à graduação, estudou botânica e fez investigações de campo em algas marinhas em Heligolândia e Fiume. Em 1848 regressou a Heidelberg como Privatdozent e mais tarde designado professor associado de botânica na Universidade de Freiburgo. Em 1852, tornou-se Professor Pleno na Universidade de Leipzig e director do respectivo jardim botânico. Morreu de cólera aos 42 anos, a 18 de Agosto de 1866.
Mettenius era um líder em termos de autoridade no campo da pteridologia. O género botânico Metteniusa, da família Icacinaceae é nomeado em sua honra.

## Publicações seleccionadas
- Beiträge zur Kenntniss der Rhizocarpeen (1846)
- Filices horti botanici Lipsiensis (1856)
- Filices Lechlerianae Chilenses ac Peruanae cura (1856–59)
- Über einige Farngattungen  (1856–59)